# Laura Raquel Müller
Laura Raquel Müller (* 23. April 2004) ist eine deutsche Leichtathletin. Ihre Spezialdisziplin ist der Weitsprung.

## Leben
Aus Verrenberg, einem Teilort von Öhringen im Hohenlohekreis (Baden-Württemberg) stammend, tritt sie seit ihrer Jugend für die TSG Öhringen an. Ab Januar 2022 besuchte sie ein Sportinternat in Stuttgart und wurde von Tamas Kiss betreut.
Die erfolgreiche Nachwuchssportlerin stellte 2019 einen neuen deutschen U16-Rekord über 100 Meter auf. Bei den Deutschen Leichtathletik-Meisterschaften der U18 und U20 2020 gewann sie Gold im Weitsprung und über 100 Meter.
Bei den  U20-Europameisterschaften in Tallinn belegte sie mit 6,61 Metern den vierten Platz, einen Zentimeter hinter ihrer Landsfrau Mikaelle Assani. Nachdem sie durch eine Reihe von Verletzungen 18 Monate lang Wettkämpfe verpasst hatte, kehrte sie im Juli 2023 mit einem siebten Platz im Weitsprung bei den Deutschen Meisterschaften in Kassel zurück. Im August 2023 gewann sie bei den  European U20 Championships in Jerusalem die Bronzemedaille im Weitsprung.
Im Januar 2024 gewann sie mit einer neuen persönlichen Bestweite von 6,81 Metern das Sparkassen Indoor Meeting in Dortmund. Im Mai 2024 trat sie bei den Leichtathletik-Europameisterschaften in Rom an, konnte sich aber mit einer Weite von 6,43 Meter nicht für das Finale qualifizieren.
Am 5. Juli 2024 wurde sie durch den Deutschen Olympischen Sportbund neben Malaika Mihambo und Mikaelle Assani für den Weitsprungwettbewerb bei den Olympischen Sommerspielen 2024 in Paris nominiert. Am 6. August 2024 erreichte sie in der Qualifikation mit 6,40 Metern den 20. Platz und verpasste damit den Einzug ins Finale. 
Im September 2024 begann Müller ihre vierwöchige Besondere Grundausbildung an der Schule für Feldjäger und Stabsdienst der Bundeswehr in Hannover und ist seit dem erfolgreichen Abschluss Sportsoldatin der Bundeswehr. 2025 wohnt sie in einer WG mit zwei weiteren Leichtathletinnen in Stuttgart.